# 270-talet

## Händelser
- 270 - Krisen under 200-talet. Romarriket drabbas av ekonomisk kris. På grund av imperiets delningar, invasioner och statskupper, plundrandet av landsbygden och städerna av invasionsstyrkor, minskar jordbruks- och industriproduktionen väsentligt och gruvor ligger oanvända. En pengakris tillstöter, vilket ger upphov till upp till 1 000 procents inflation i vissa delar av riket.
- 272 - Sankt Dionysus, den förste biskopen av Paris, och två av hans lärjungar halshuggs på en kulle utanför staden. Kullen kommer senare att kallas Montmartre (Martyrberget) till deras ära.
- 25 december 274 – Den romerske kejsaren Aurelianus dedicerar ett tempel till Sol Invictus på den tredje dagen efter vintersolståndet och dagen efter solens återfödelse. Denna religion, som i huvudsak är monoteistisk blir statsreligion i Romarriket.

## Födda
- 270 – Maximinus Daia, kejsare av Rom.
- 27 februari 272 – Konstantin den store, kejsare av Rom.

## Avlidna
- 275 - Mani, grundare av manikeismen (död omkring detta år)